# 明攻河南之战
明攻河南之战，明太祖洪武元年（1368年）三月至四月，徐达北伐明朝灭元朝之战中进行的第二次作战。
明太祖要求北伐军先取山东，而后移兵河南，使大都势孤援绝。洪武元年（1368年）二月，明军平定山东以后，朱元璋立即指示北伐军攻打河南。元朝脱因帖木儿驻守洛阳，李克彝、左君弼等驻守开封朱元璋制定了南北两路并进夹击的方针。南路由征南将军邓愈率领襄阳、安陆、景陵等地驻军，洪武元年三月初一日向南阳进发；北路由征虏大将军徐达率领主力在三月沿黄河而上，西攻开封、洛阳。
三月二十二日，邓愈进取唐州（今河南唐河），守将弃城逃走。三月二十六日，逼近南阳，在瓦店击败元军。次日，占领南阳，元朝守将史克新、张居敬（一作张敬）等二十六人被擒，俘虏士卒一千五百余人，一百五十余匹马。南路军的胜利为北路军的推进减少了阻力。
三月初五日，北路军从乐安出发，三月十六日，抵达济宁，由黄河西上。一路攻下永城、归德（今河南商丘南）、许州（今河南许昌），三月二十九日，兵至陈桥（今河南封丘境内），开封守将李克彝、左君弼互相推诿，最后李克彝率部西逃，左君弼投降明朝。四月初八日，徐达从虎牢关（今河南省荥阳市汜水关）西进，在洛水北塔儿湾（今河南偃师境内）击败脱因帖木儿守军五万人，梁王阿鲁温降明，明军占领洛阳。乘胜攻下嵩州（今河南嵩县）、陈州（今河南淮阳）、汝州（今河南临汝）等地。四月二十二日，征虏右副将军冯宗异、都督同知康茂才等奉徐达之命，向西攻克陕州（今河南陕县）。四月二十六日，攻占潼关，元朝守将李思齐、张思道分别退守凤翔、鄜城（今陕西省洛川境）。明军用时不足两个月平定河南。